# John Loring
John Loring (Roxbury, 1761 – Fareham, 9 novembre 1808) è stato un militare e marinaio britannico, che prestò servizio durante la guerra d'indipendenza americana e le guerre rivoluzionarie francesi e le guerre napoleoniche. Fu comandante del brulotto Conflagration nel corso dell'assedio e nell'occupazione di Tolone. Fu comandante della fregata Proselyte, e dei vascelli da Carnatic (74 cannoni), Hannibal (74 cannoni), Prince (98 cannoni), Bellerophon (74 cannoni) e Salvador del Mundo (112 cannoni).

## Biografia
Nacque a Roxbury nel 1761, nipote di Joshua Loring, un ufficiale di marina che aveva prestato servizio in Nord America durante la guerra dei sette anni e aveva comandato uno squadra navale sui Grandi Laghi durante la guerra d'Indipendenza americana. Si arruolò nella Royal Navy all'età di 14 anni, e nel 1776, durante la guerra d'indipendenza americana fu catturato e rinchiuso nella prigione di Concord. Per intercessione di alcuni amici di famiglia venne rilasciato sulla parola e rientrò in Gran Bretagna.
Fu promosso tenente il 3 dicembre 1779, prestando servizio sulla fregata da 32 cannoni Meleager, sul vascello da 74 cannoni Leviathan e su quello da 50 cannoni Romney, e ricopriva ancora questo grado allo scoppio delle guerre rivoluzionarie francesi. Nel gennaio 1793 fu nominato comandante del brulotto Conflagration. Promosso comandante il 16 maggio 1793, e salpò con la Conflagration per il Mediterraneo il 22 maggio e fece parte della flotta di Lord Hood durante  l'assedio e l'occupazione di Tolone. La sua nave si trovava in riparazione lì quando la città fu evacuata, e il brulotto fu dato alle fiamme su ordine di Hood per evitare che cadesse nelle mani dei francesi il 18 dicembre 1793. Ritornato in Inghilterra e gli fu dato il comando dello sloop-of-war Hazard da 16 cannoni, che prestò servizio dall'aprile 1794 al 1795.
Venne nominato capitano ad interim del vascello Bellerophon da 74 cannoni il 12 aprile 1796 mentre la nave prestava servizio al largo di Ouessant nel blocco di Brest. Il comandante nominale di Bellerophon il capitano James Cranstoun, era stato nominato di governatore di Grenada e aveva lasciato la nave per prepararsi ad assumere il suo compito. Mantenne il comando del vascello fino a quando arrivò il sostituto di Cranstoun, il capitano Henry D'Esterre Darby, l'11 settembre.  Lasciò la nave poco dopo e nell'ottobre 1796 divenne capitano mentre comandava la fregata Proselyte da 32 cannoni e la preparava per entrare in servizio. La nave operò in Giamaica dal febbraio 1797 e lì ebbe un certo successo nella lotta contro i corsari, catturando la scuna corsara francese Liberté nello stesso anno.
Nel 1799 assunse il comando del vascello Carnatic da 74 cannoni in Giamaica, ricoprendo tale incarico fino al 1800. Quell'anno passò al comando dello Hannibal da 74 cannoni, ma lo lasciò nel corso del 1800. Secondo alcune fonti fu brevemente al comando del Prince da 98 cannoni all'inizio di novembre 1801, ma ricevette un nuovo incarico prima della fine del mese.

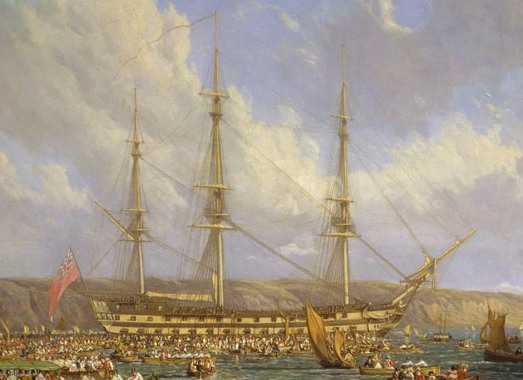
HMS Bellerophon, dettaglio di Scene in Plymouth Sound in August 1815, un dipinto del 1816 di John James Chalon. Loring la comandò sia come capitano ad interim per alcuni mesi nel 1796, sia come capitano a pieno titolo tra il 1801 e il 1805.

Il 25 novembre 1801 assunse il comando del Bellerophon, sostituendo il capitano Lord Garlies. Che allora prestava servizio nella Channel Fleet, ma all'inizio del 1802 egli ricevette nuovi ordini. Il Bellerophon era tra le cinque navi a cui era stato ordinato di unirsi allo squadra navale dell'ammiraglio John Thomas Duckworth nelle Indie occidentali e, dopo aver fatto scorte di viveri e munizioni, salpò da Torbay il 2 marzo 1802. Al momento del suo arrivo, il 27 marzo,era stato firmato il Trattato di Amiens e tra Gran Bretagna e Francia vi era la pace. Per i successivi diciotto mesi Bellerophon partecipò a crociere di sorveglianza nel canale della Giamaica e scortò convogli mercantili tra la Giamaica e Halifax.
Il Bellerophon si trovava nelle Indie occidentali quando scoppiarono le guerre napoleoniche nel maggio 1803. Nominato commodoro della squadra britannica, passò rapidamente all'offensiva contro le navi francesi nel blocco navale di Saint-Domingue. La corvetta Mignone e un brigantino furono catturati alla fine di giugno, dopodiché gli inglesi pattugliarono Cap-François. Il 24 luglio la squadra, composto da Bellerophon e dalle navi da 74 cannoni Elephant, Theseus e Vanguard, si imbatté in due navi francesi da 74 cannoni, la Duquesne e Duguay-Trouin, e la fregata Guerrière, che tentavano di fuggire da Cap-François. La squadra diede la caccia alle navi nemiche e il 25 luglio  catturò il Duquesne dopo un breve combattimento, mentre Duguay-Trouin e Guerrière riuscirono a fuggire e a rientrare in Francia. Un uomo rimase ucciso a bordo del Bellerophon durante l'inseguimento. Rimase a bloccare Cap-François con le sue navi fino a novembre, quando il comandante francese della locale guarnigione, il generale Rochambeau, gli si avvicinò e gli chiese di poter evacuare i suoi uomini, che erano assediati da una forza haitiana nativa guidata da Jean-Jacques Dessalines. Ai francesi fu permesso di evacuare su tre fregate, Surveillante, Clorindee Vertu, e un certo numero di navi più piccole, e furono scortati in Giamaica dallo squadra britannica.
Un'epidemia di malaria particolarmente grave colpì il Bellerophon all'inizio di febbraio 1804, con 212 membri dell'equipaggio che si ammalarono, di cui 17 morirono a bordo, mentre 100 dovettero essere trasferiti in un ospedale a terra, dove altri 40 morirono.
Ricevette l'ordine di tornare in Gran Bretagna a giugno, scortando un grande convoglio, e arrivò nei Downs l'11 agosto. Da lì la nave fu portata nel cantiere navale di Portsmouth per lavori di riparazione, prima di ricongiungersi alla Channel Fleet, ancora al largo di Brest sotto il comando dell'ammiraglio Sir William Cornwallis. Questi compiti durarono fino all'inizio del 1805, quando egli fu sostituito dal capitano John Cooke il 24 aprile.
In quello stesso mese venne nominato comandante del Salvador del Mundo da 112 cannoni, utilizzato come nave guardiaporto a Plymouth, ricoprendo tale incarico fino a quando non fu sostituito nel giugno 1807. Fu posto al comando della Sea Fencibles che copriva il distretto tra Emsworth e Calshot, e morì durante questo incarico il 9 novembre 1808, a Fareham, Hampshire.

### Annotazioni
1. ↑  Era anche cugino di primo grado di John Wentworth Loring, che intraprese anch'egli la carriera navale e salì al grado di ammiraglio.
2. ↑  Lord Cranstoun morì prima di entrare in carica, a Bishop's Waltham il 22 settembre 1796.

### Fonti
1. ↑  Three Decks.
2. 1 2 3  Pope 1901, p. 138.
3. 1 2  O'Byrne 1849, p. 672.
4. 1 2  Winfield 2008, p. 369.
5. ↑  Winfield 2008, p. 235.
6. 1 2  Goodwin 2005, p. 67.
7. ↑  Winfield 2008, p. 197.
8. ↑  Winfield 2008, p. 53.
9. ↑  Winfield 2008, p. 57.
10. ↑  Winfield 2008, p. 24.
11. 1 2 3 4 5 6 7  Goodwin 2005, p. 68.
12. ↑  Cordingly 2004, p. 159.
13. ↑  Cordingly 2004, p. 163.
14. 1 2  Cordingly 2004, p. 165.
15. ↑  Winfield 2008, p. 51.
16. ↑  Cordingly 2004, p. 166.
17. ↑  Cordingly 2004, p. 169.
18. ↑  Cordingly 2004, p. 178.
19. ↑  Winfield 2008, p. 16.
20. ↑  Marshall 2010, p. 815.